# 伊予国分寺
伊予国分寺（いよこくぶんじ）は、愛媛県今治市国分に位置する真言律宗の寺院。金光山（こんごうざん）、最勝院（さいしょういん）と号す。本尊は薬師瑠璃光如来（薬師如来）。四国八十八箇所第五十九番札所。伊予府中十三石仏霊場の第7番霊場。札所寺院としては、単に「国分寺」と称するのが通例である。
- 本尊真言：おん ころころ せんだりまとうぎ そわか
- ご詠歌：守護のため建ててあがむる国分寺　いよいよめぐむ薬師なりけり

## 歴史
天平13年（741年）、聖武天皇が発した国分寺建立の詔によって建立された諸国国分寺の一つである。国分寺は『金光明最勝王経』による国家鎮護の寺であり、当寺もそれから山号・院号がつけられている。寺伝では聖武天皇の勅願により行基が開創し、第三世・智法律師のとき、空海（弘法大師）が逗留し五大明王の画像を、その後、真如は法華経を奉納したとされる。
史実としては、具体的な創建年は定かでないが、『続日本紀』には天平勝宝8歳（756年）、伊予国を含む26か国の国分寺に仏具等を下賜したとの記載があり、この頃には完成していたものと思われる。
興亡を繰り返し、天慶2年（939年）の藤原住友の乱、元暦元年（1184年）の源平合戦、貞治3年（1364年）の細川頼之による兵火などで焼失、また、天正12年（1584年）長宗我部元親の侵攻の際に焼き討ちにあって荒廃したが、そのたびに再興される。焼失を免れた多くの古文書によって律令制衰退後に国分寺の多くが荒廃していく中で同寺が伊予における仏教信仰の中心地として曲がりなりにも維持されてきたことが明らかになっている。
現在の境内は伊予国府のあった所とされ、かつての境内は東へやや離れた位置にあったとされる。寺の東方100メートルほどのところに塔の礎石が残されており、かつての国分寺東塔跡と認められている。

## 境内

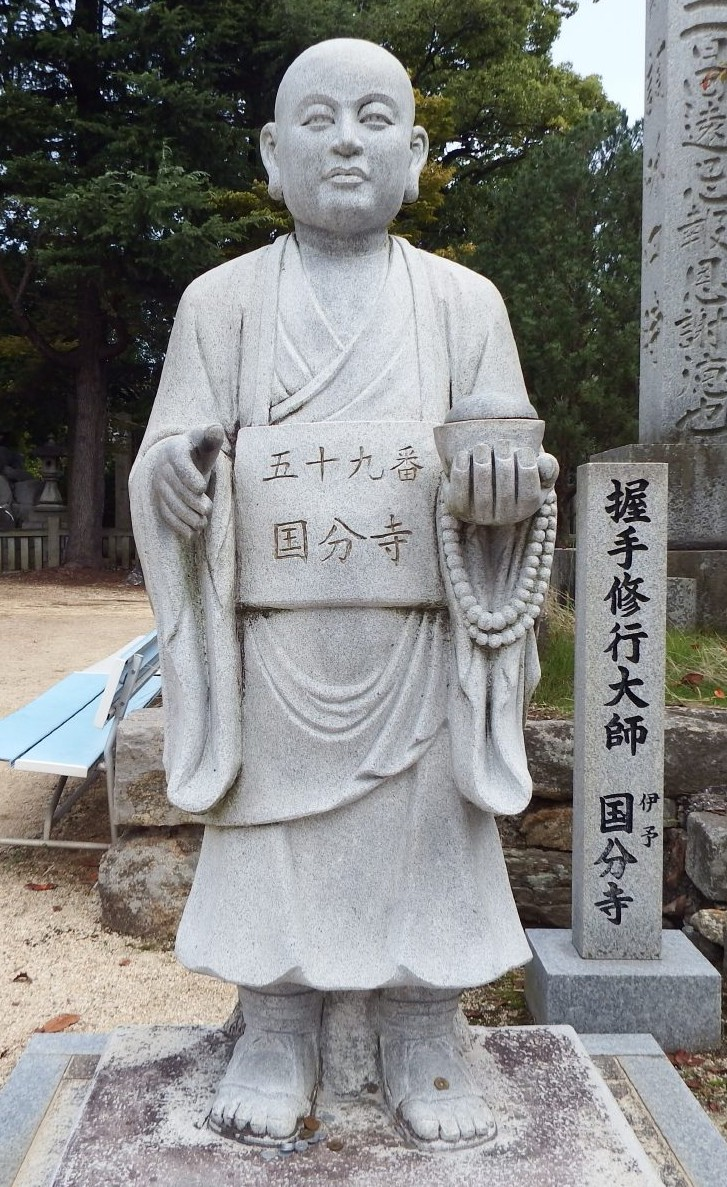
握手修行大師

- 本堂：寛政元年（1789年）に再建されたもの。
- 大師堂
- 金毘羅堂：本堂と大師堂の間に棟つづきである
- 弁財天祠
- 握手修行大師像
- 七福神石仏
- 薬師如来の薬壺
- 書院：奈良時代から平安時代初期にかけての寺宝や文化財、旧国分寺からの出土品を保存している。
- 鐘楼
- 石槌蔵王大権現遥拝所の石碑：昭和2年仲秋の建立

数段の石段を上ると右に鐘楼があり、正面の石柱門（両脇に１本ずつ桜の木があったが向かって右側が老木にて伐採された）を入ると境内である。すぐ左に手水場(薬壺から水が出る)があり、右には薬師如来の薬壺、握手修行大師像があり、正面に本堂が建つ。本堂の右側に大師堂があり、左に書院、納経所がある。
- 宿坊：なし
- 駐車場：20台。大型3台。普通車で200円。
- 春日神社：1050年（永承5年）当寺鎮守として勧請された。1611年（慶長16年）城主により再建されるが、明治初年神仏分離により167坪が当寺から分離独立。[1]

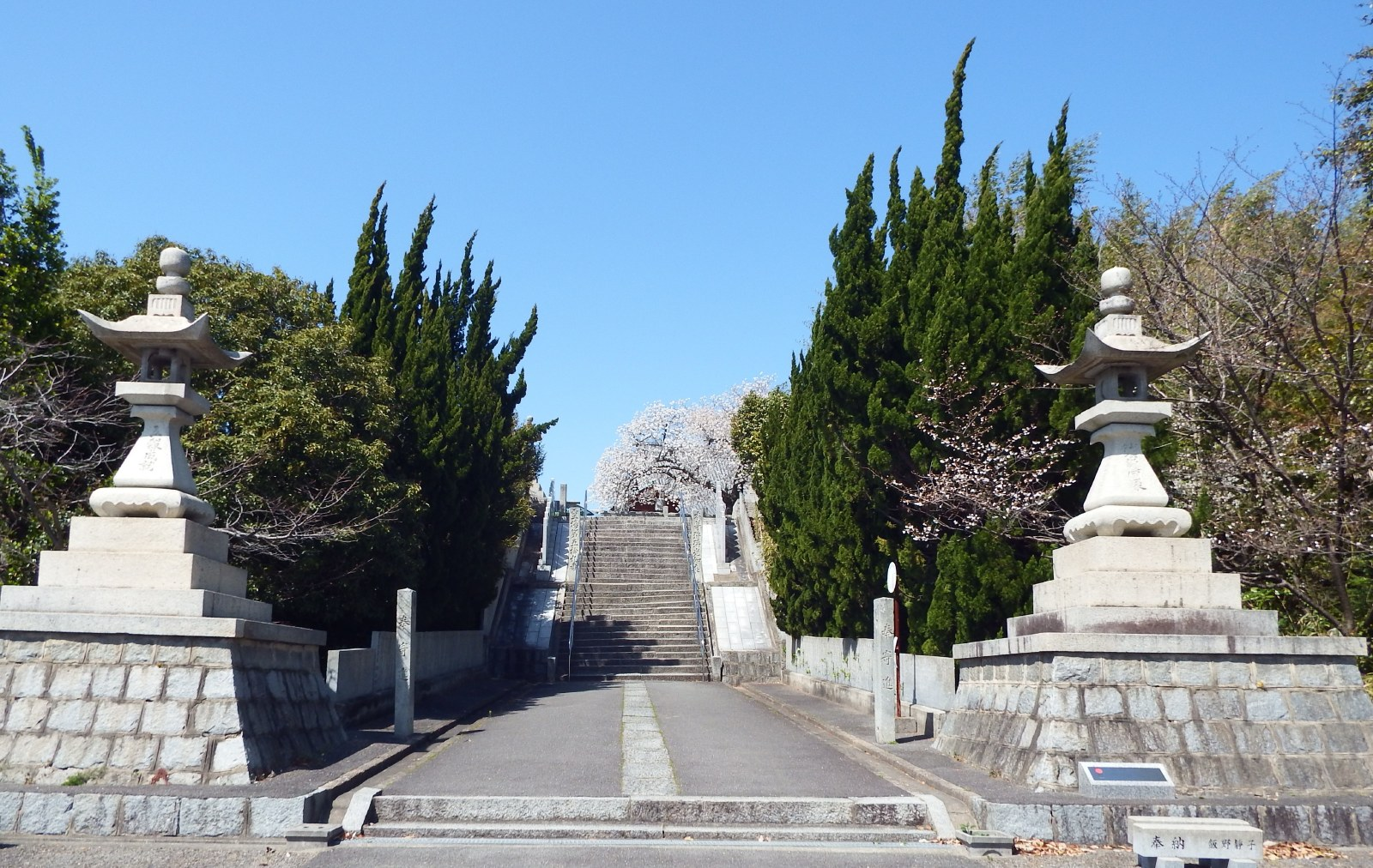
平地と境内の段差
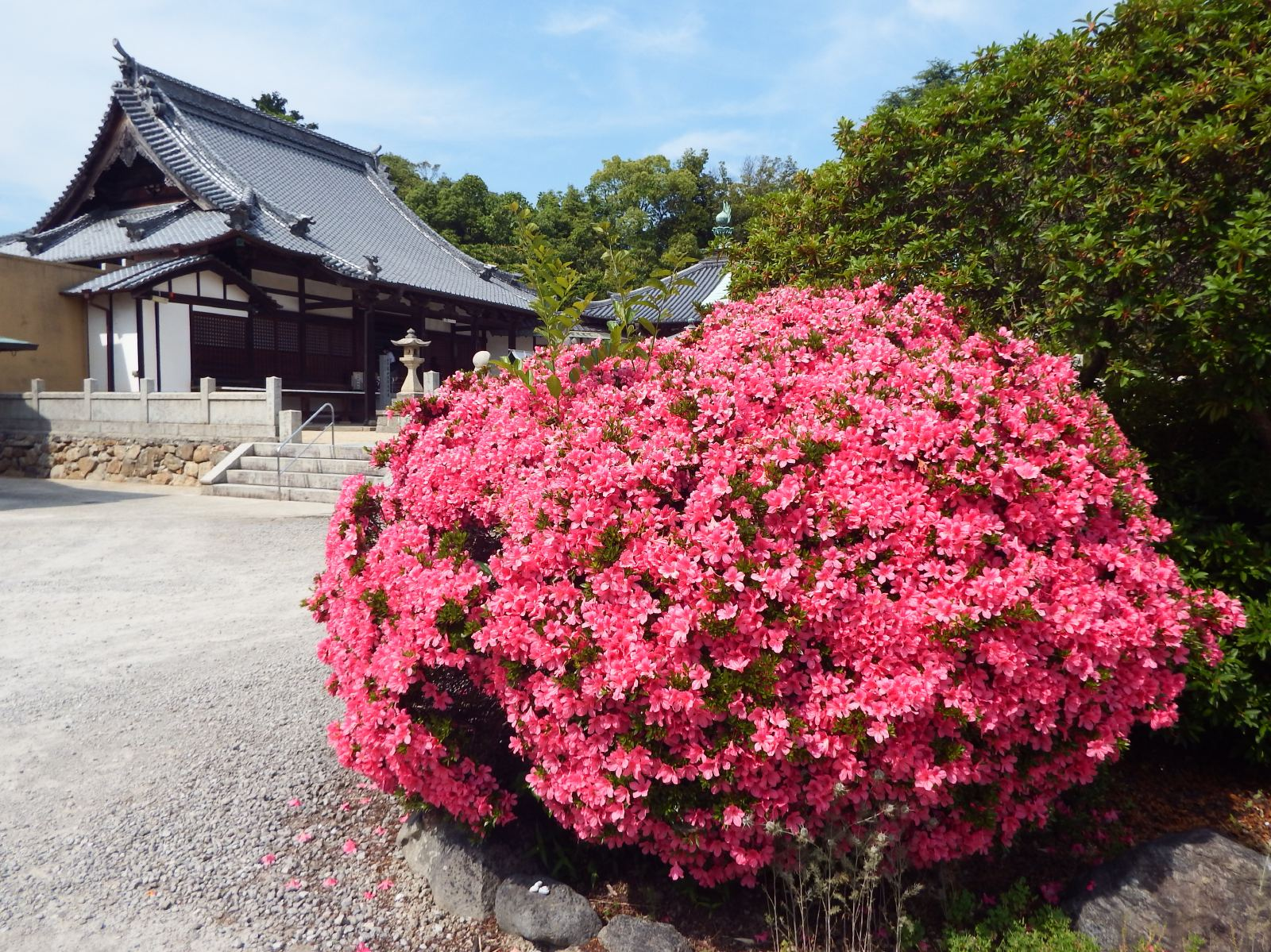
本堂
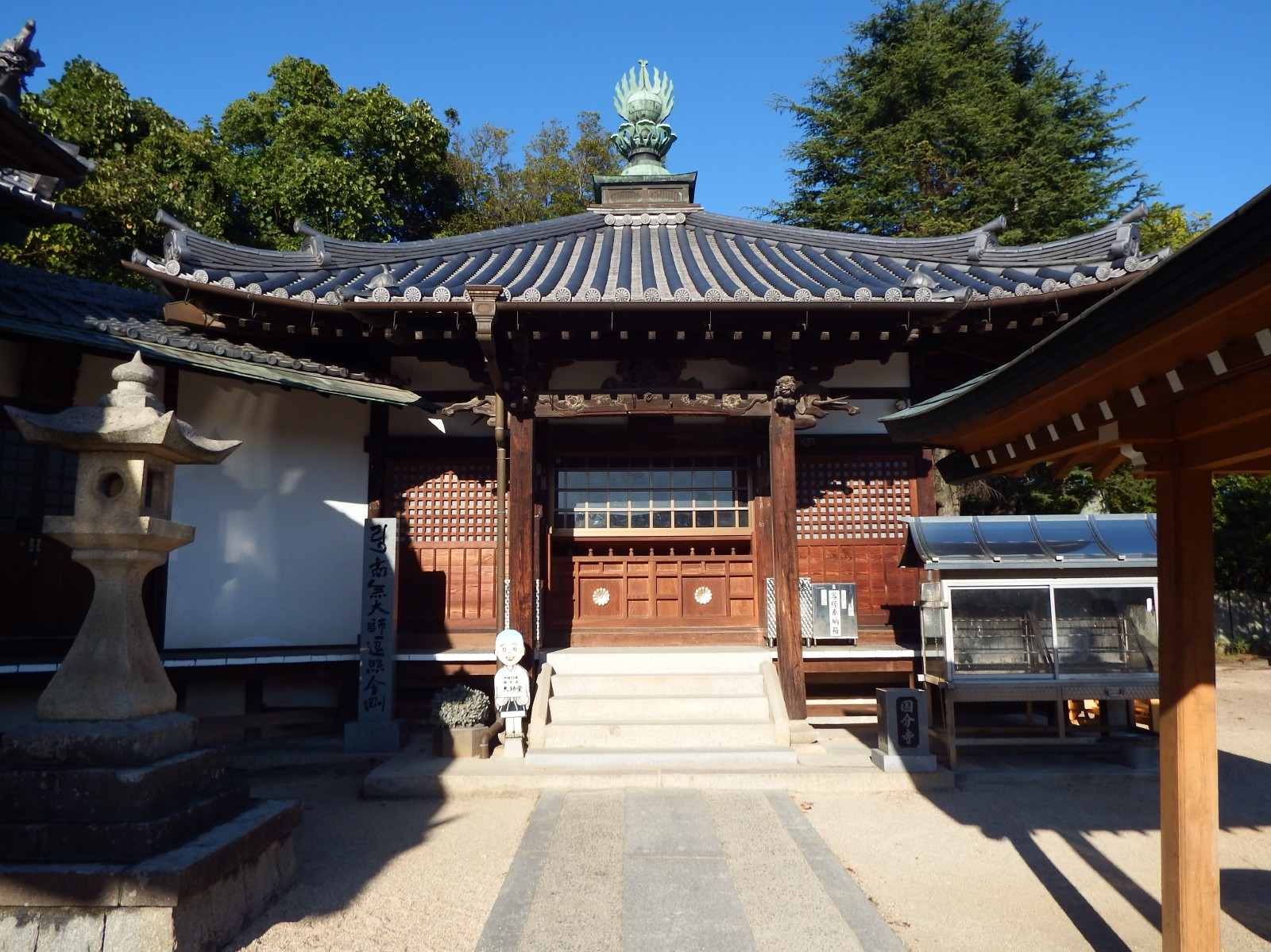
大師堂
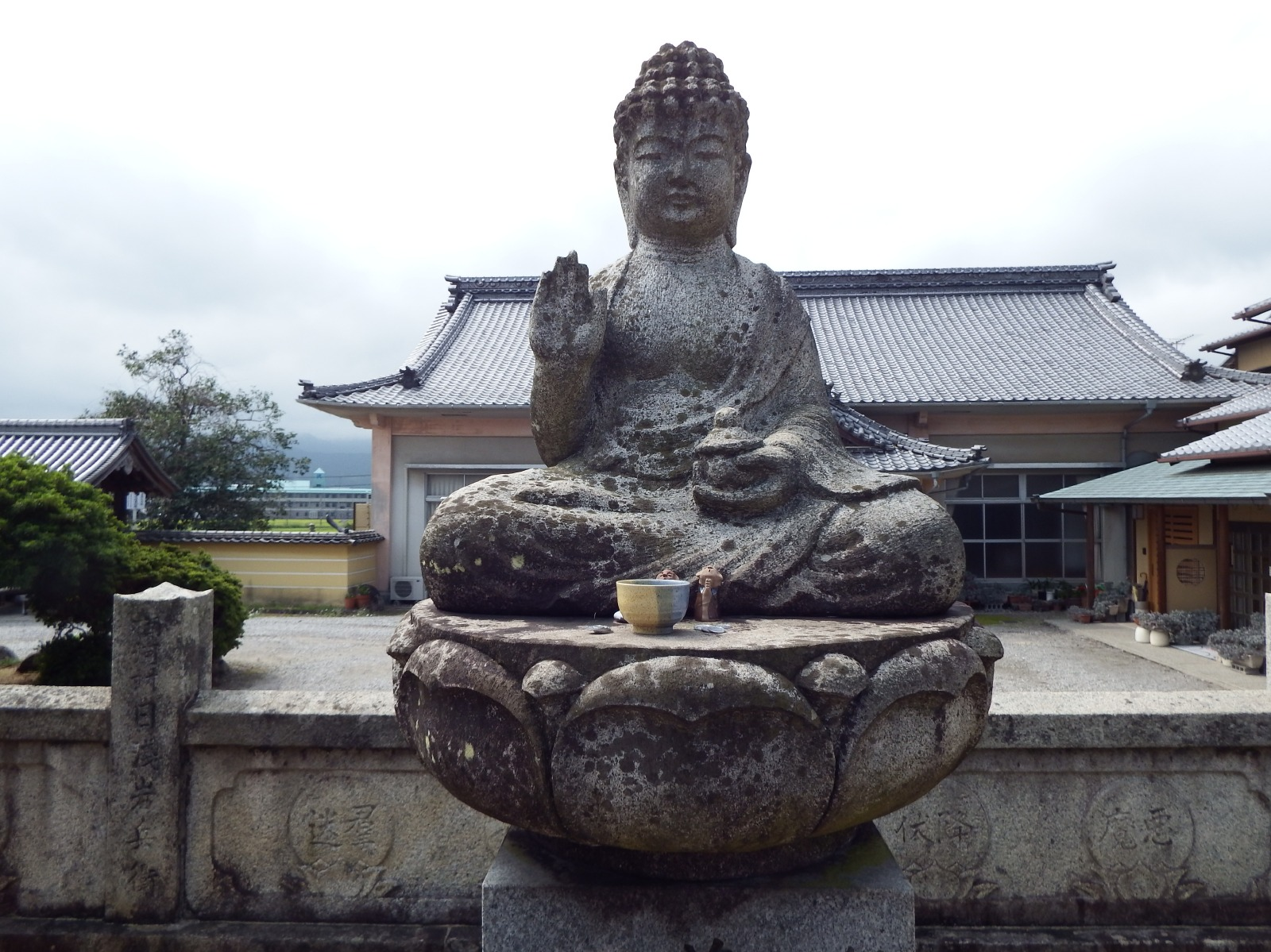
伊予府中十三石仏霊場
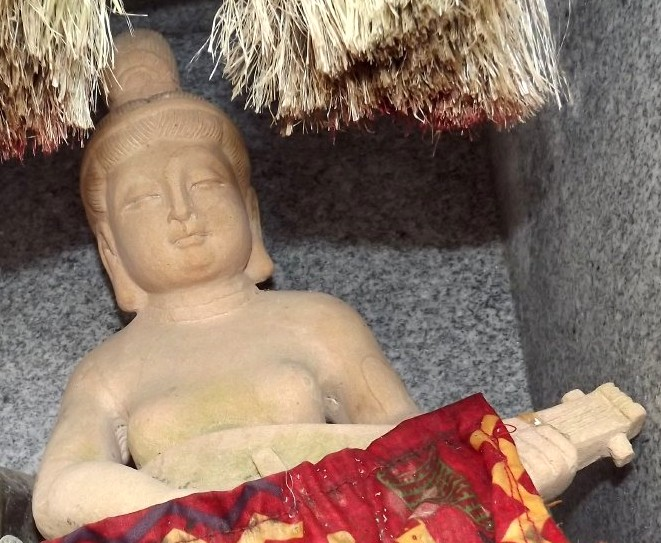
弁財天
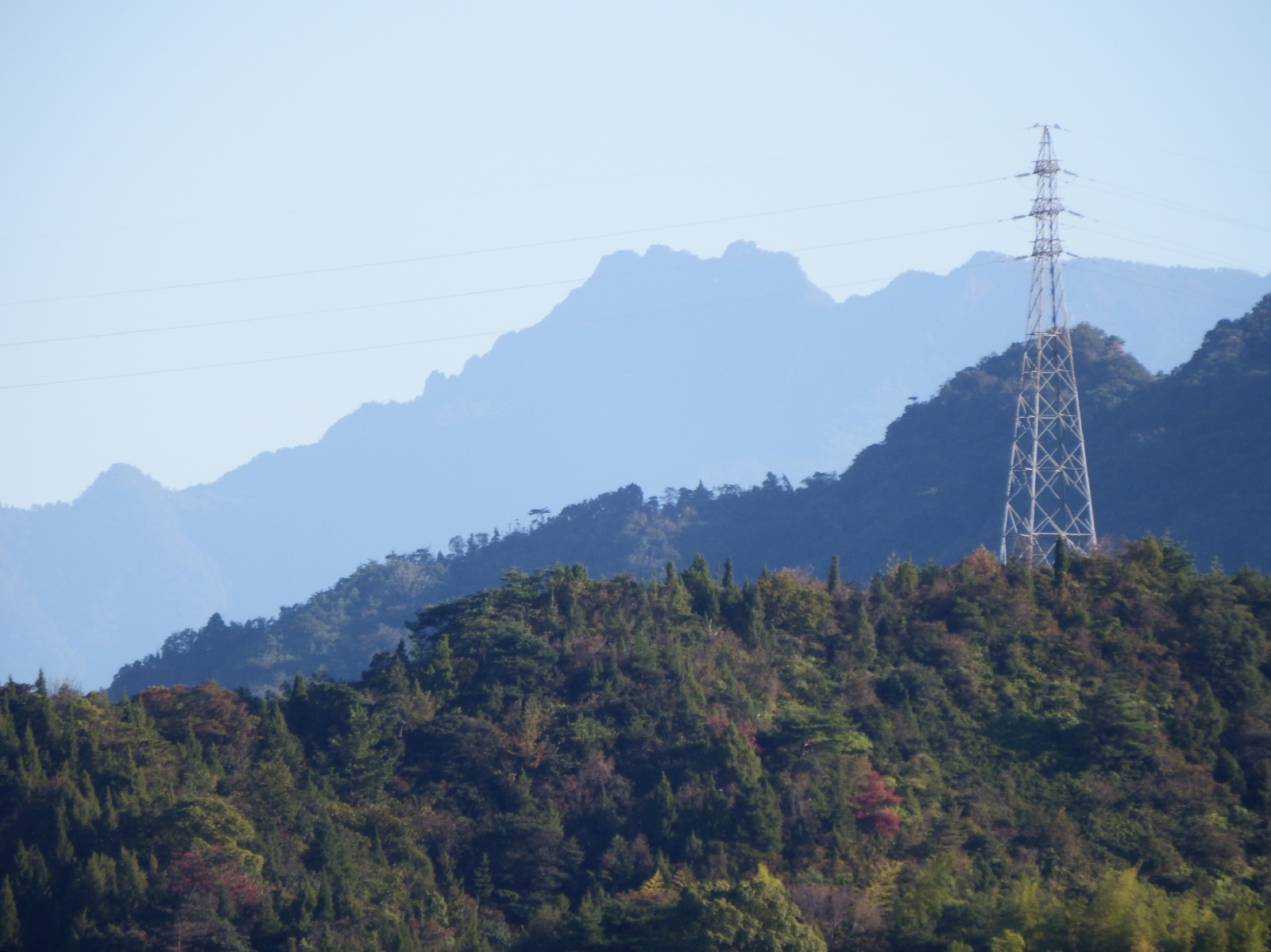
石鎚山を当寺より臨む
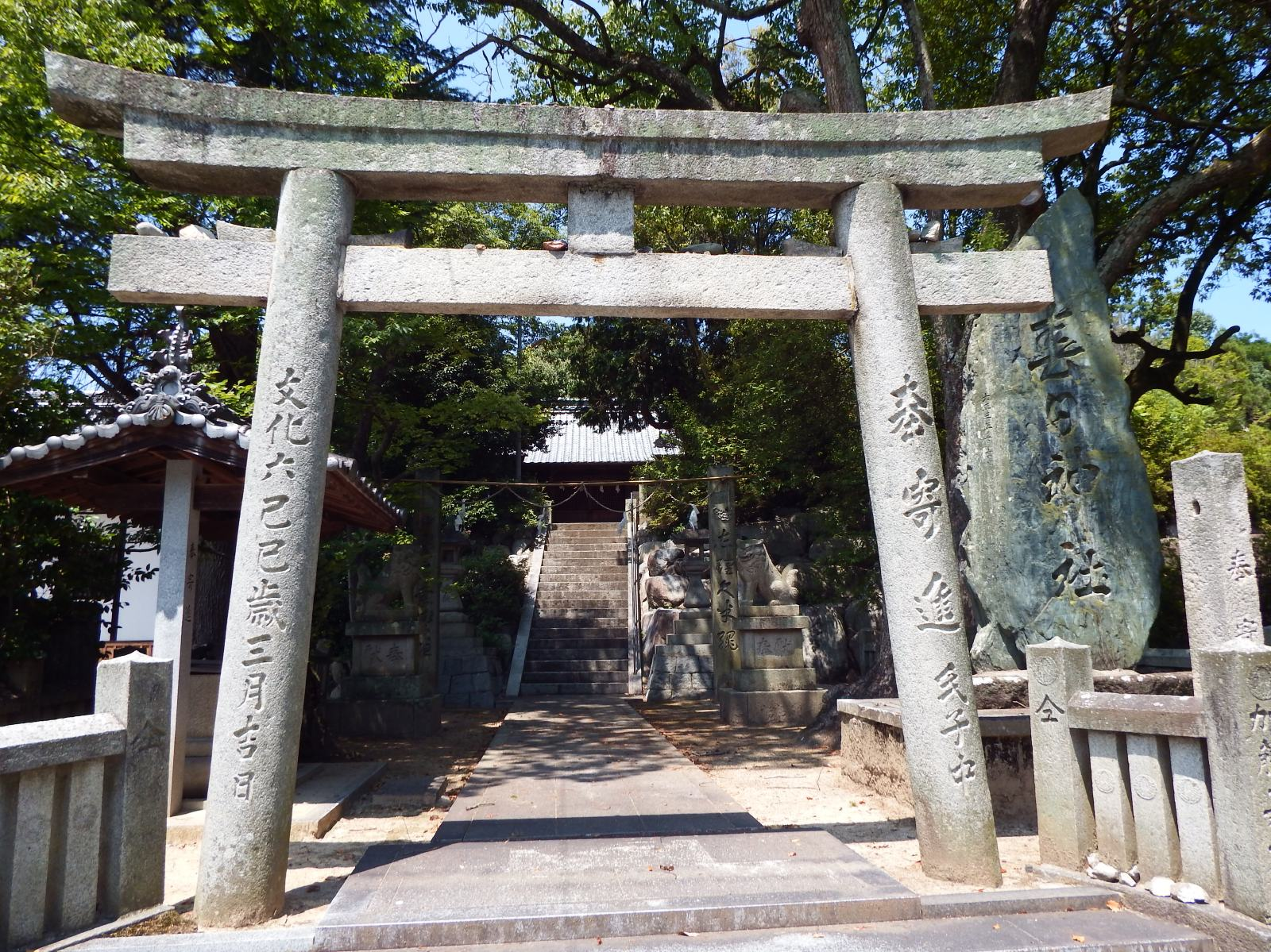
春日神社

## 文化財
県指定有形文化財

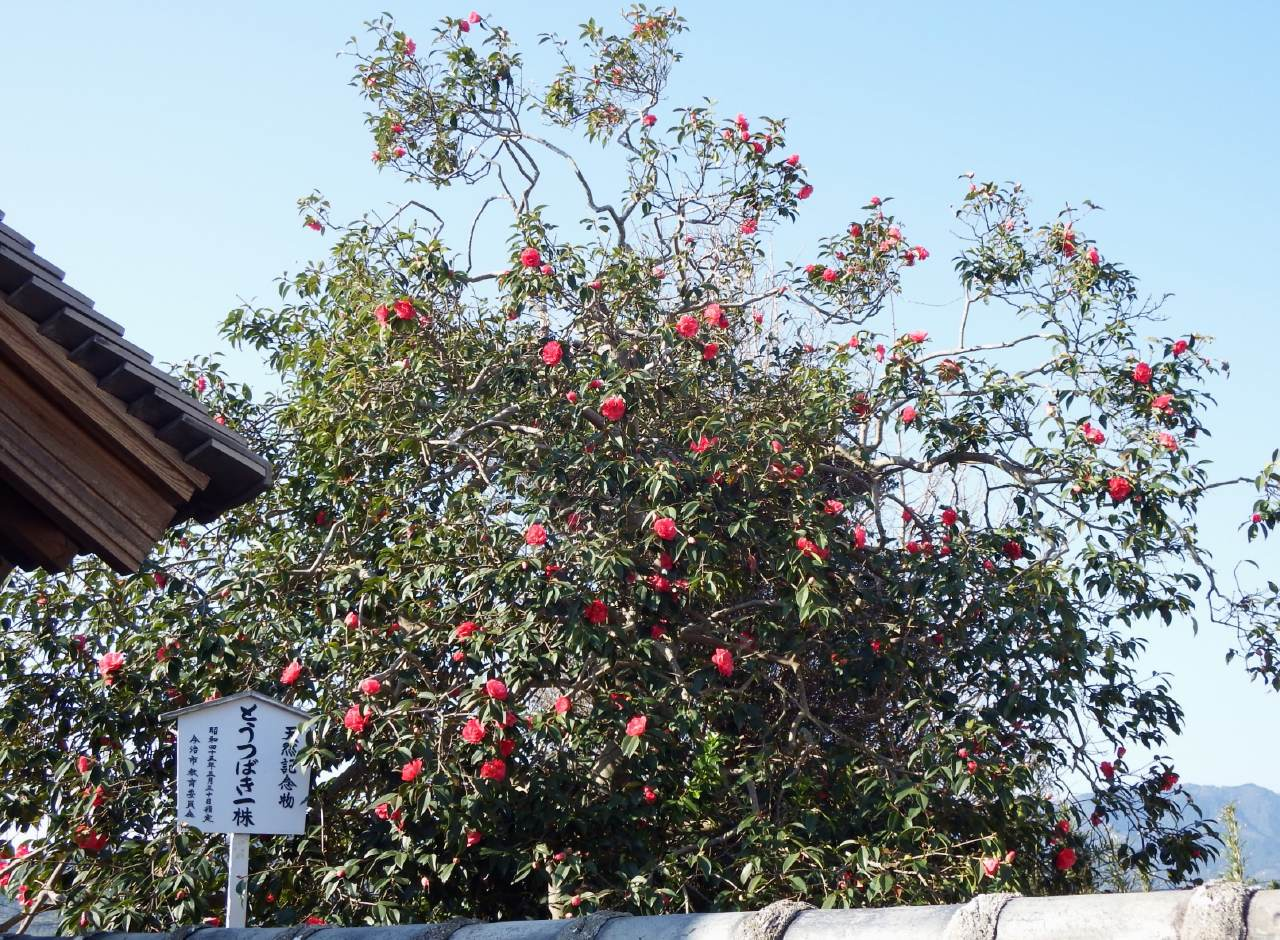
とうつばき

- 紙本金地著色柳橋図：1双、昭和40年3月29日指定[2]
- 国分寺文書：3巻、昭和32年12月14日指定[2]

今治市指定天然記念物
- とうつばき（唐椿）：昭和45年3月30日指定[2]

今治市指定有形文化財
- 十二天画像 12幅：昭和40年12月22日指定[2]
- 随求菩薩画像 1幅：昭和40年12月22日指定[2]
- 弘法大師画像 1幅：昭和40年12月22日指定[2]
- 不動明王画像 1幅：昭和40年12月22日指定[2]
- 両界曼荼羅図 2幅：昭和40年12月22日指定[2]
- 普賢菩薩画像 1幅：昭和40年12月22日指定[2]
- 十六羅漢画像 1幅：昭和40年12月22日指定[2]
- 十三仏画像 1幅：昭和40年12月22日指定[2]
- 後西天皇宸筆 1巻：昭和39年2月29日指定[2]
- 大般若経 402巻：昭和40年12月22日指定[2]
- 綸旨院宣奉書等通直判物 1巻：昭和39年2月29日指定[2]
- 霊乗上人言上状附綸旨庁宣等案 1巻：昭和39年2月29日指定[2]
- 坪付 1巻：昭和61年4月2日指定[2]

## 交通案内
鉄道
- 四国旅客鉄道（JR四国） 予讃線 – 伊予富田駅 (2.1 km)

バス
- せとうちバス 桜井団地循環もしくは唐子台循環「国分寺」下車 (0.2 km)

道路
- 一般道：県道156号線 国分寺前 (0.2 km)
- 自動車道
  - 今治小松自動車道 今治湯ノ浦IC (4.3 km)
  - 西瀬戸自動車道（西瀬戸しまなみ海道） 今治IC (6.4 km)

## 奥の院

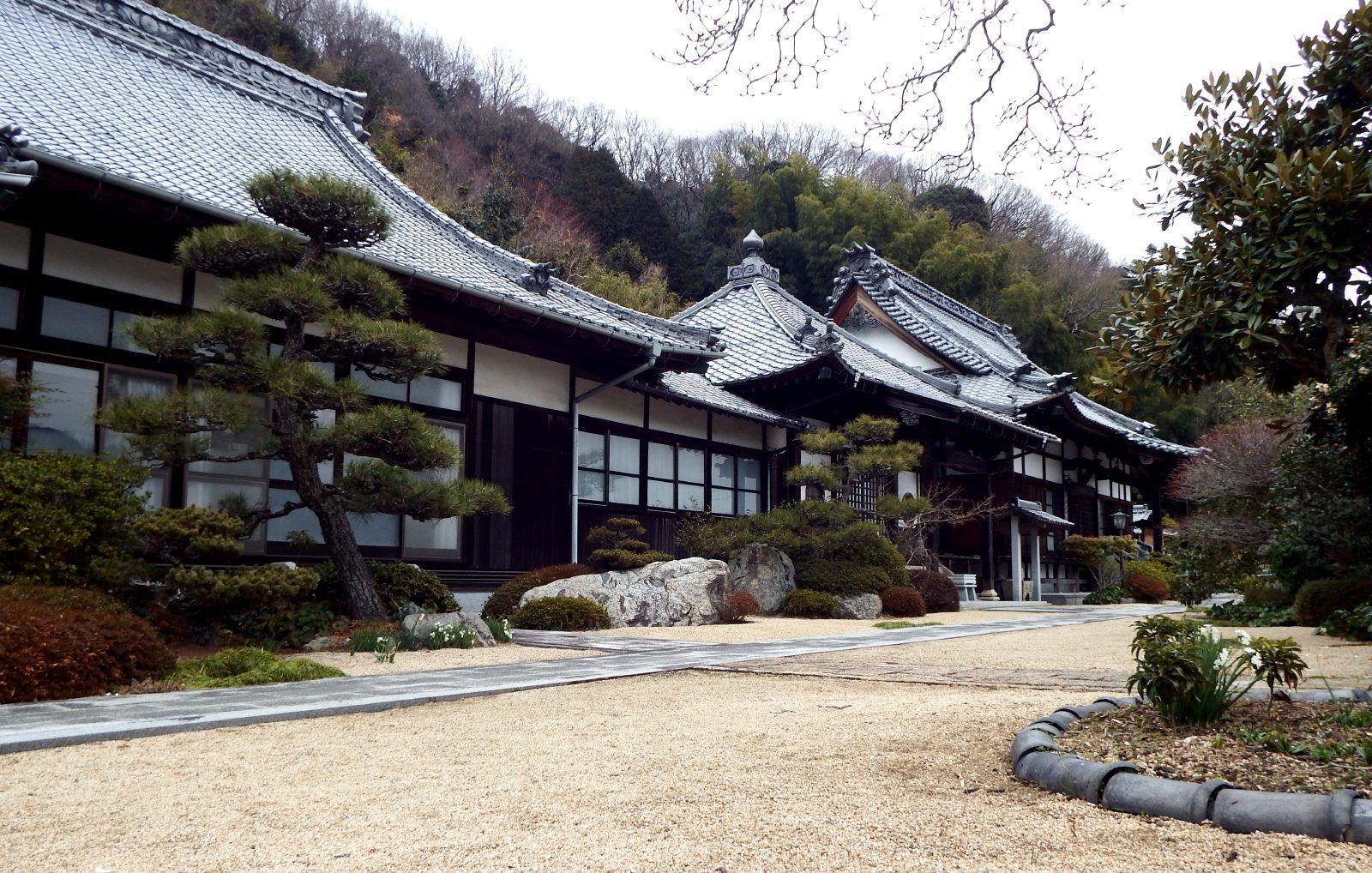
光蔵寺　境内

光蔵寺
推古天皇10年（602年）国守・小千益躬（おちますみ）が開基し、開山は都の僧・日羅と伝わる。本尊は薬師瑠璃光如来。小千が大病にかかったとき、当地で日羅が薬師如来の法を修し回復したという、そこで当地に小千の氏寺を造ったという。
- 所在地：愛媛県今治市朝倉上 （光蔵寺）

## 周辺の番外霊場
桜井石風呂
空海が里人の闘病平癒のために開いたと伝わる番外霊場。山上には薬師如来を祀り、海浜洞窟を利用したサウナのような蒸し風呂。夏季だけの営業。
- 所在地：愛媛県今治市桜井 （桜井石風呂）

日切大師
日切山大性院弘福寺で本尊不動明王。行基が開基し、空海が巡錫のおり当地で日切の請願を立てたと云われる。
- 所在地：愛媛県西条市三芳 （日切大師）

臼井御来迎（うすいごらいごう）
空海が老婆の願いにより臼の中に加持し水を湧かせた霊跡で、一心に拝めば、その七色の輝きの中に諸仏の来迎が拝めると云われている。
- 所在地：愛媛県西条市楠 （臼井御来迎）

道安寺
臼井御来迎の本坊で高野山真言宗。647年（大化3年）孝徳天皇の勅願所として恵顕上人が開基し、聖徳太子作と云われる薬師如来が本尊。空海が当寺に逗留中に臼井御来迎を掘られたと云われている。
- 所在地：愛媛県西条市楠 （道安寺）

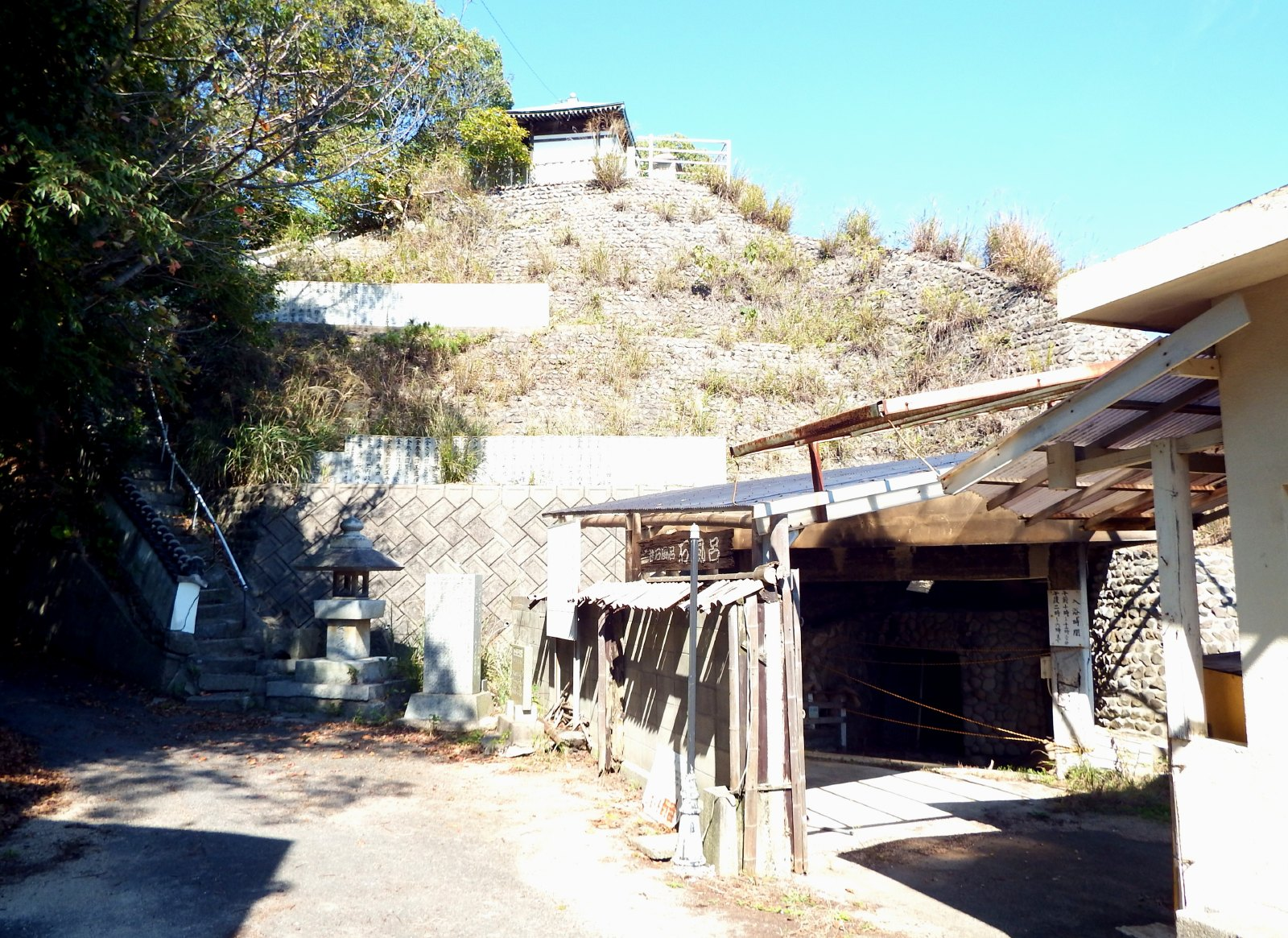
桜井石風呂
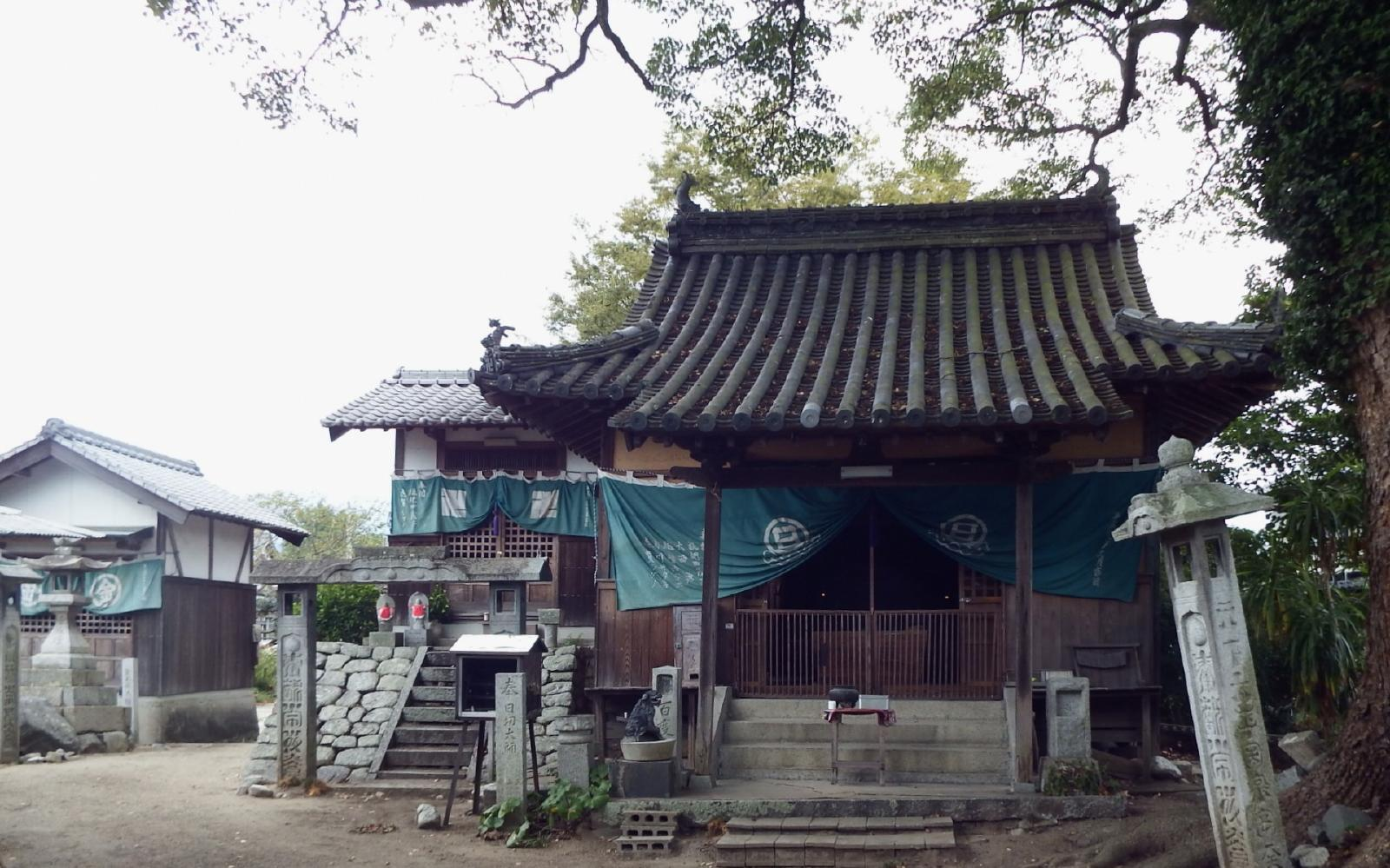
日切大師
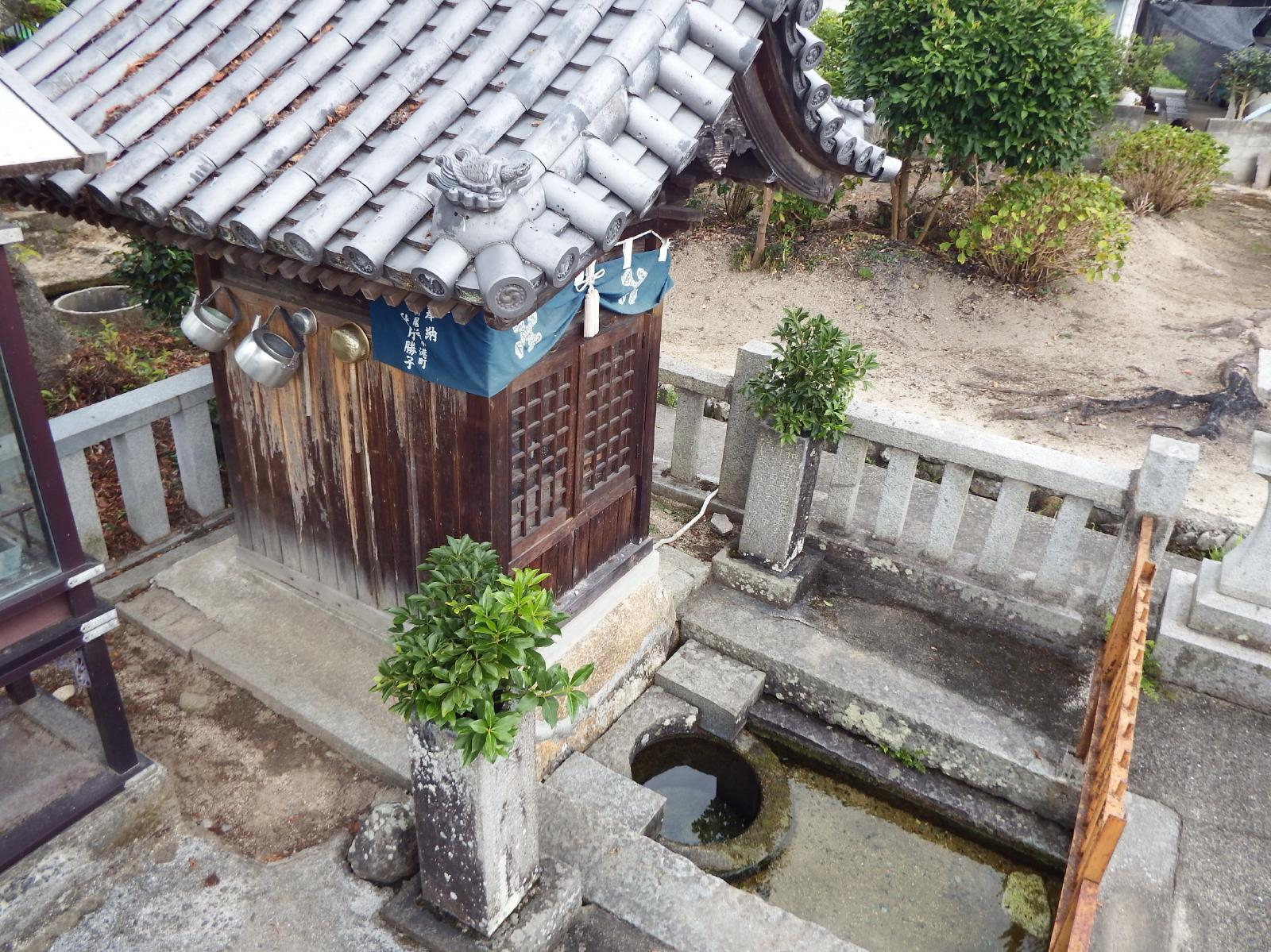
臼井御来迎
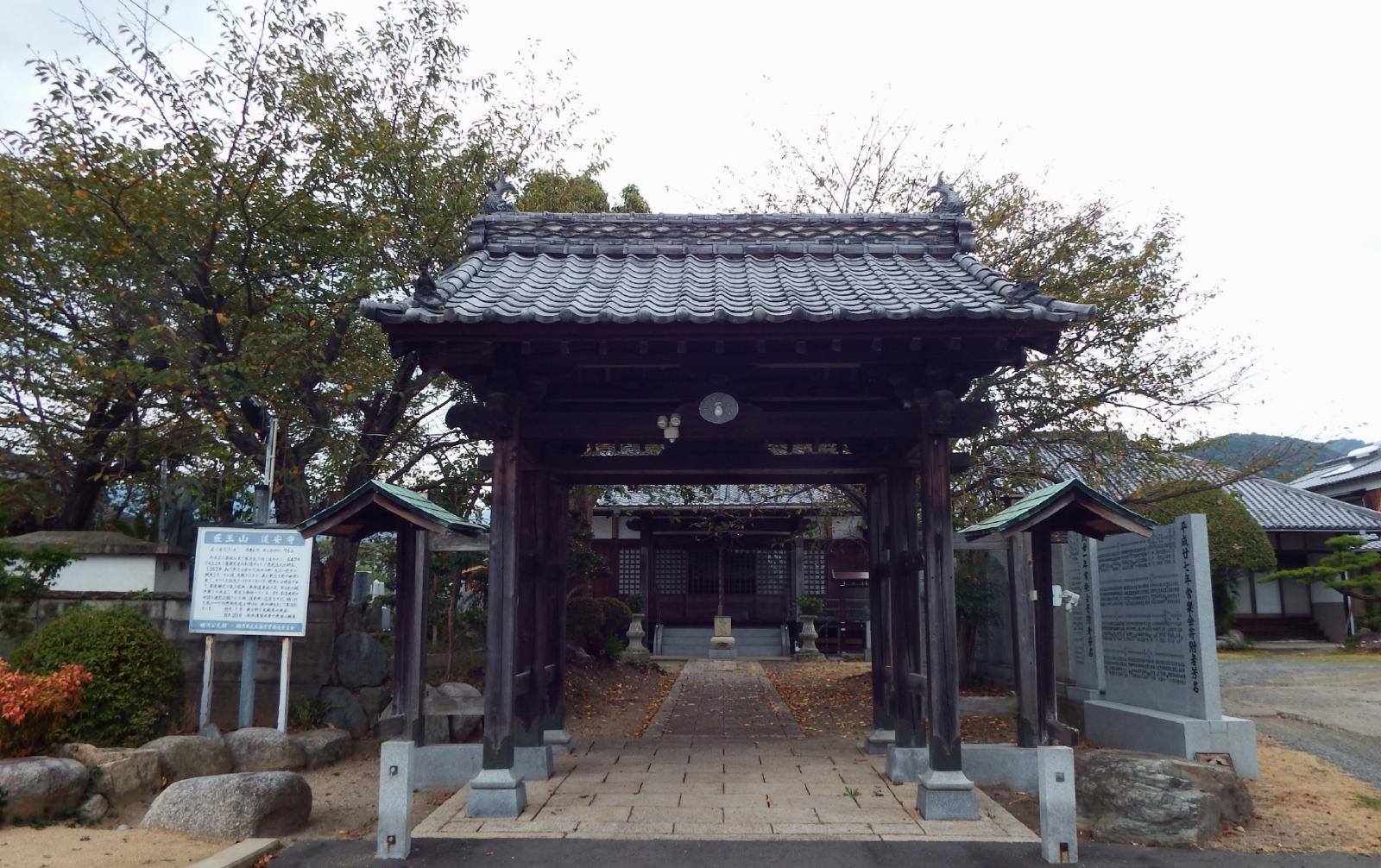
道安寺

## 前後の札所
四国八十八箇所
58 仙遊寺 --(6.1 km)-- 59 国分寺 --(27.0 km)-- 60 横峰寺
伊予府中十三石仏霊場
6 今治別院 -- 7 国分寺 -- 8 明積寺

## 周辺の関連遺跡

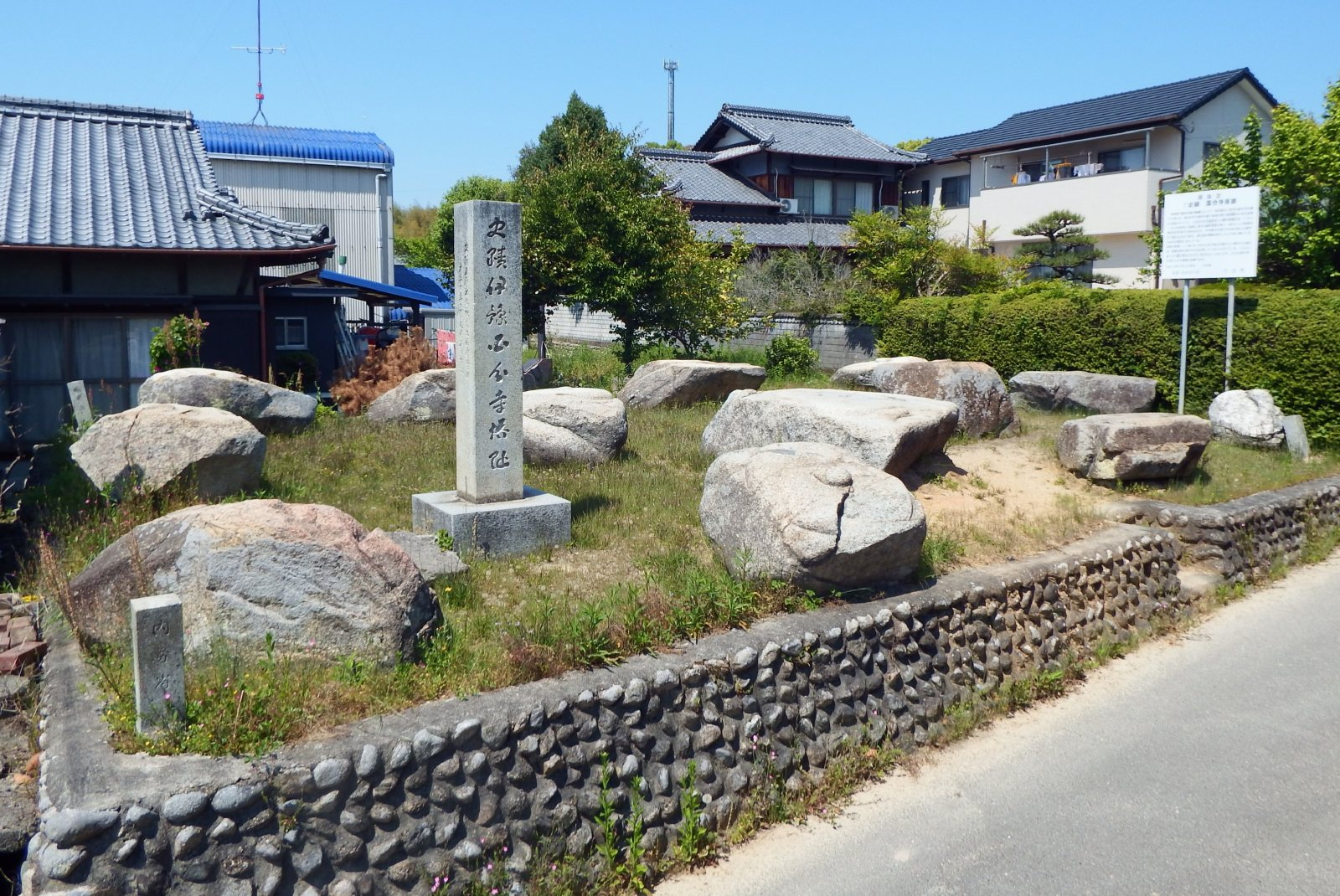
伊予国分寺塔跡

- 伊予国分寺塔跡:境内の東方にある。国の史跡。大正10年 (1921年) 3月3日指定。管理団体は今治市（大正11年5月23日）[4]。
- 伊予国分尼寺塔跡：国分寺より南へ約2 km、国分尼寺の後継寺院と云える法華寺の近くにある。伝承では天平勝宝5年 (753年) 年建立。昭和31年11月3日県指定史跡指定[5]。
- 伊予国府跡 - 不明。
- 伊予総社跡 - 不詳であるが、論社として伊加奈志神社（伊加奈志神社）、また、大三島の大山祇神社の境内社である伊予国総社と推定される。

## 周辺

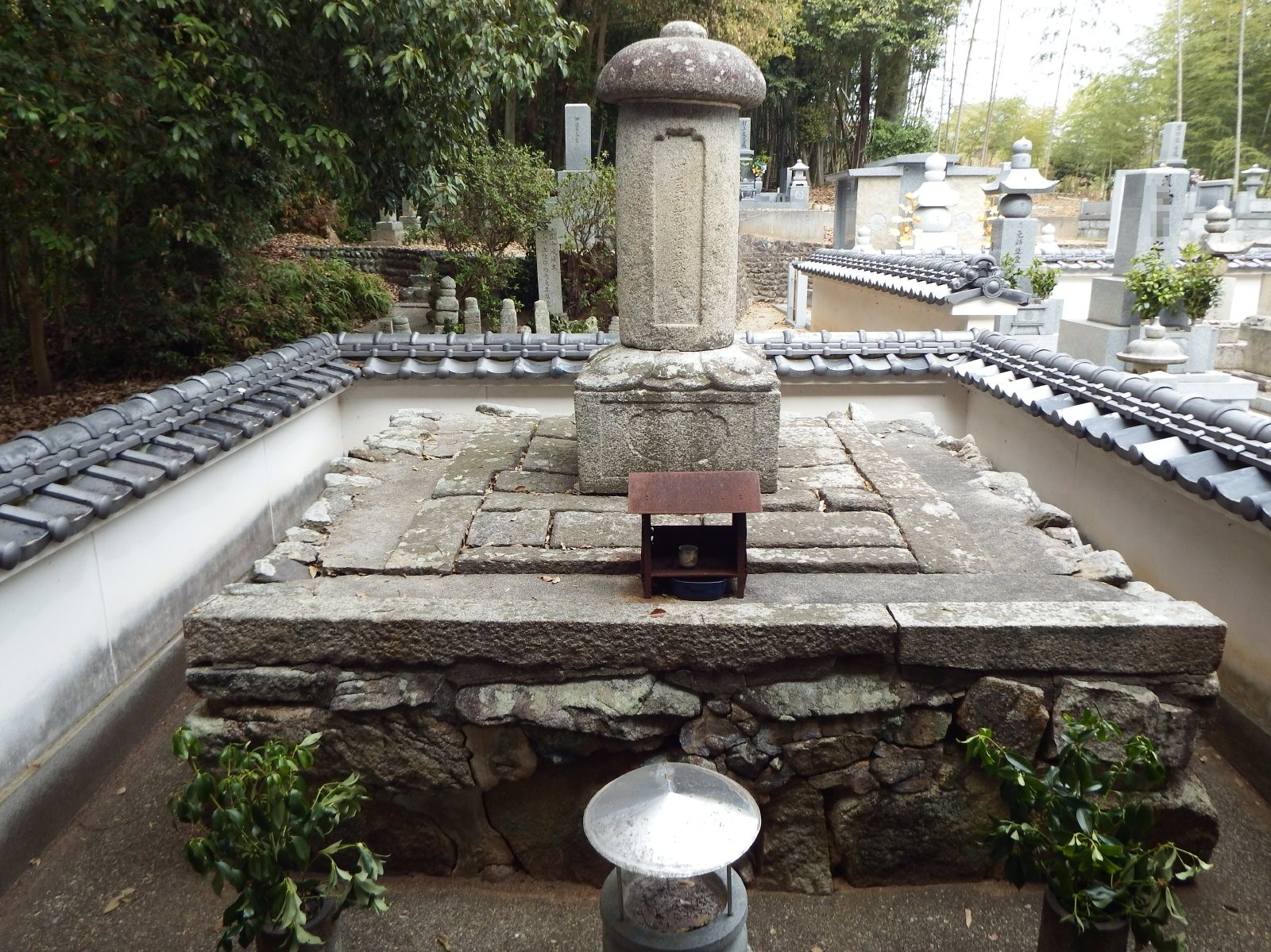
新田義助公神廟

脇屋刑部卿源義助公神廟
石塔八尺御影石。当寺壱町東にありと『四国遍礼霊場記（寂本、1689年）』にも紹介されている。南北朝時代（1342年）劣勢になった南朝は回復を図るべく新田義貞の弟義助を南軍の総大師として伊予に派遣したが病により当地にて38歳で逝去し、南軍も世田城にて全滅し南朝は滅びることとなった。現在の義助公廟は1669年（寛文9年）に再建されたもの。
- 所在地：	愛媛県今治市国分 （新田義助公廟）